# 加藤宇章
加藤 宇章（かとう たかふみ、1960年8月15日 - ）は、日本の彫刻家。宮崎県都城市出身。文化教室「アトリエぱお造形教育研究所」創業者。広島芸術学会会員、こども環境学会会員、広島市立大学芸術学部彫刻科非常勤講師。

## 経歴
宮崎県都城市出身。その後1962年から高校卒業までを長崎県長崎市で育つ。
東京芸術大学彫刻科卒業。
1994年、広島県広島市への転居を機に、文化教室「アトリエぱお造形教育研究所」を創立。代表に就任。現在は会員数650名、教室数15ヶ所になるまで成長した。創設のきっかけは、幼少期に通っていた絵画教室があまり楽しいものではなく、「自分自身が通いたくなるような理想の教室」を作りたかったためである。
2006年まで、筆の里工房による「筆遊び大賞展」の審査員を務め、そのほかNTTタウンページによる「みんなの作品」コンクールの審査員長、「アートルネサンス2002」審査員などを歴任した。
2015年には、第6回「広島の楽しい100人」へ登壇。「人間はもう進化はしませんが、想像力は進化します。」と話し、ピカソやジャコメッティなどの芸術家が、「骨」をテーマに作品を制作したらどうなるかを想像して制作した作品を披露した。
2020年、コロナ禍で気分の落ちる日々から美術で気分転換することを提案した。その際には、「アートは答えがありません。自分なりの答えを出す達成感を味わってほしい。」と話した。
2023年には、ひろしま美術館にてピカソの『ゲルニカ』と同サイズのキャンバスに子供たちが平和を描く『キッズゲルニカ』の展示を行った。

## 受賞
- 小さな絵画展 佳作（柳井市、1996年）
- 公募：ひろしまの美術 入選（広島市現代美術館、2001年）
- 公募：ひろしまの美術 奨励賞（広島市現代美術館、2003年）
- クロアチア・ザグレブ・フラッグアートコンペ 大賞（2011年）
- 県民文化奨励賞（けんしん育英文化財団、2012年）

## 著書

### 挿絵
- 『宮沢賢治絵童話集』（くもん出版、1992年）